# René Marie Luminais
Pour les articles homonymes, voir Luminais.
René Marie Luminais est un homme politique français né le 7 mars 1788 à Bouin (Vendée) et décédé le 2 janvier 1870 à Nantes (Loire-Atlantique).

## Biographie
Fils du député Michel Pierre Luminais et neveu du général Jean-Louis Gaspard Josnet de Laviolais, René Marie Luminais s'occupe de vastes entreprises agricoles, desséchant et mettant en exploitation de grands étangs aux environs de Château-la-Vallière (Indre-et-Loire).
Il est député de la Loire-Atlantique de 1830 à 1834, siégeant sur les bancs de l'opposition. Il est député d'Indre-et-Loire de 1848 à 1849, siégeant comme républicain modéré. 
Il est le père du peintre Évariste-Vital Luminais.
Il se fait construire la Villa La Malouine à Pornic vers 1840.

## Sources
- « René Marie Luminais », dans Adolphe Robert et Gaston Cougny, Dictionnaire des parlementaires français, Edgar Bourloton, 1889-1891 [détail de l’édition]